# John Munro Longyear
John Munro Longyear (Lansing, 15 de abril de 1850 – Brookline, 28 de maio de 1922) foi um investidor norte-americano, principal accionista da Arctic Coal Company, a empresa que ao iniciar a exploração de carvão na ilha de Spitsbergen, arquipélago de Svalbard, levou à formação em 1906 de Longyearbyen (em norueguês, a cidade de Longyear, em honra do seu principal fundador), hoje a capital política e económica daquelas ilhas árcticas.

## Biografia
John M. Longyear era natural do Michigan. Em conjunto com outros investidores de seu estado fundou em Boston a Arctic Coal Company, empresa que teve sucesso ao iniciar a exploração de carvão em Spitsbergen, hoje parte da Noruega.